# Język gane
Język gane (a. gani), także giman (a. gimán) – język austronezyjski używany w prowincji Moluki Północne w Indonezji, w południowej części wyspy Halmahera. Według danych z 1982 roku mówi nim 2900 osób.
Jest bliski językowi wschodniomakiańskiemu (taba), z którym tworzy kontinuum dialektalne. Jego użytkownicy zamieszkują głównie dwie wsie: Gimán Puliló (indonez. Gane Dalam) i Gimán Pulikin (indonez. Gane Luar). Między miejscowościami występują niewielkie różnice dialektalne (w zakresie wymowy i leksyki).
Rodzime określenie tego języka to hagimán, a lokalna nazwa grupy etnicznej to Gimán. Nazwa „Gane”, używana w języku indonezyjskim, wywodzi się z języka ternate.
Posługuje się nim grupa etniczna Gimán, aczkolwiek nie we wszystkich domenach komunikacji. D. Teljeur (1990) stwierdza, że w powszechnym użyciu są także inne języki (indonezyjski, malajski Moluków Północnych i ternate). Indonezyjski jest stosowany w sferze religijnej czy edukacji, a lokalny malajski i ternate (historycznie ugruntowany język literacki, a zarazem lingua franca) służą do kontaktów międzygrupowych. Indonezyjski to preferowany środek porozumiewania się w niektórych sferach tematycznych (jak np. religia, polityka i handel).
W roli języka pisanego występuje przede wszystkim język narodowy, sam język gane jest zapisywany jedynie sporadycznie.
W publikacji z 1980 r. zawarto listę słownictwa gane.